# Clasificación de los pueblos indígenas de América

América, Hemisferio occidental.

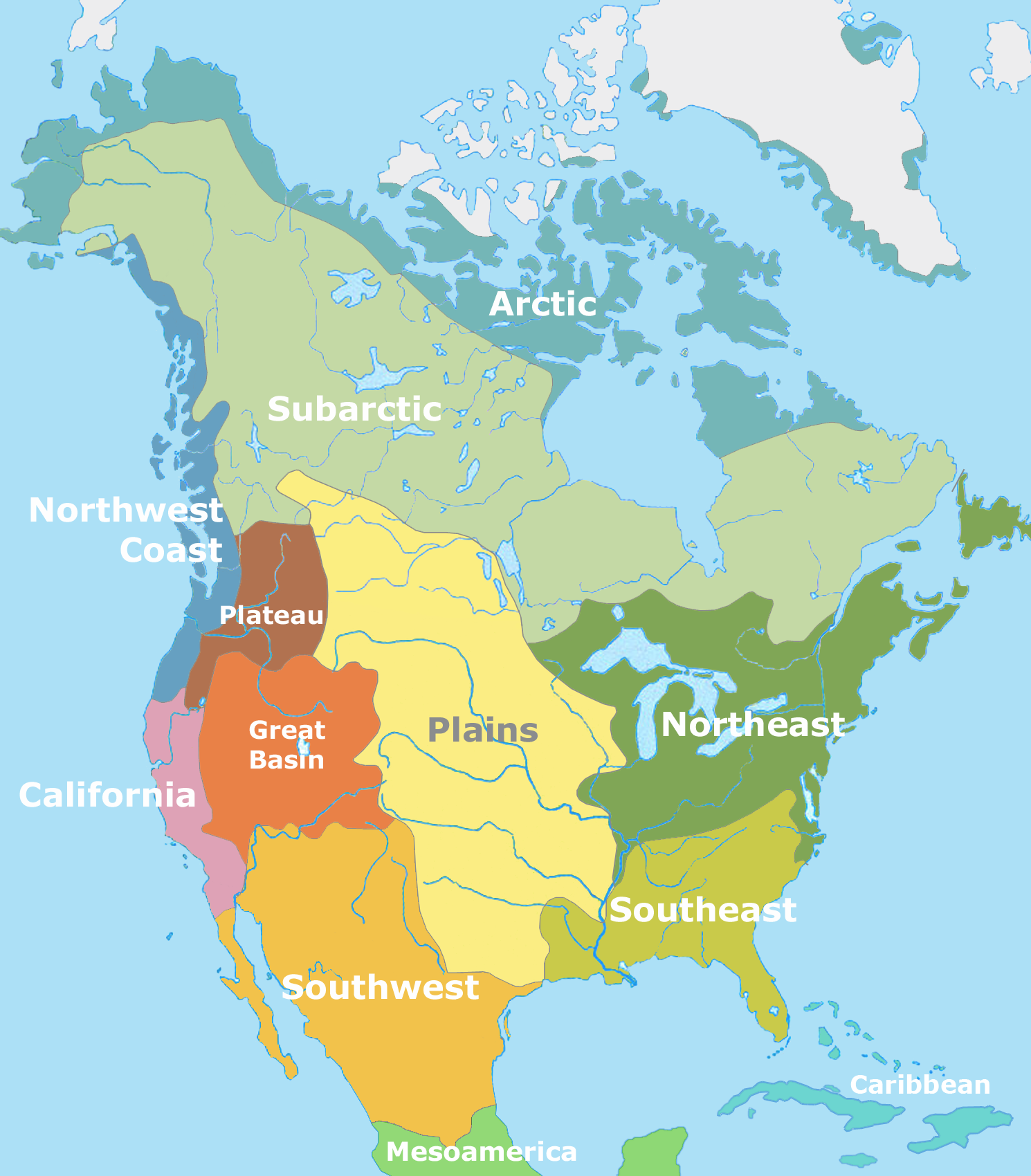
Regiones culturales de los norteamericanos en el momento del contacto.

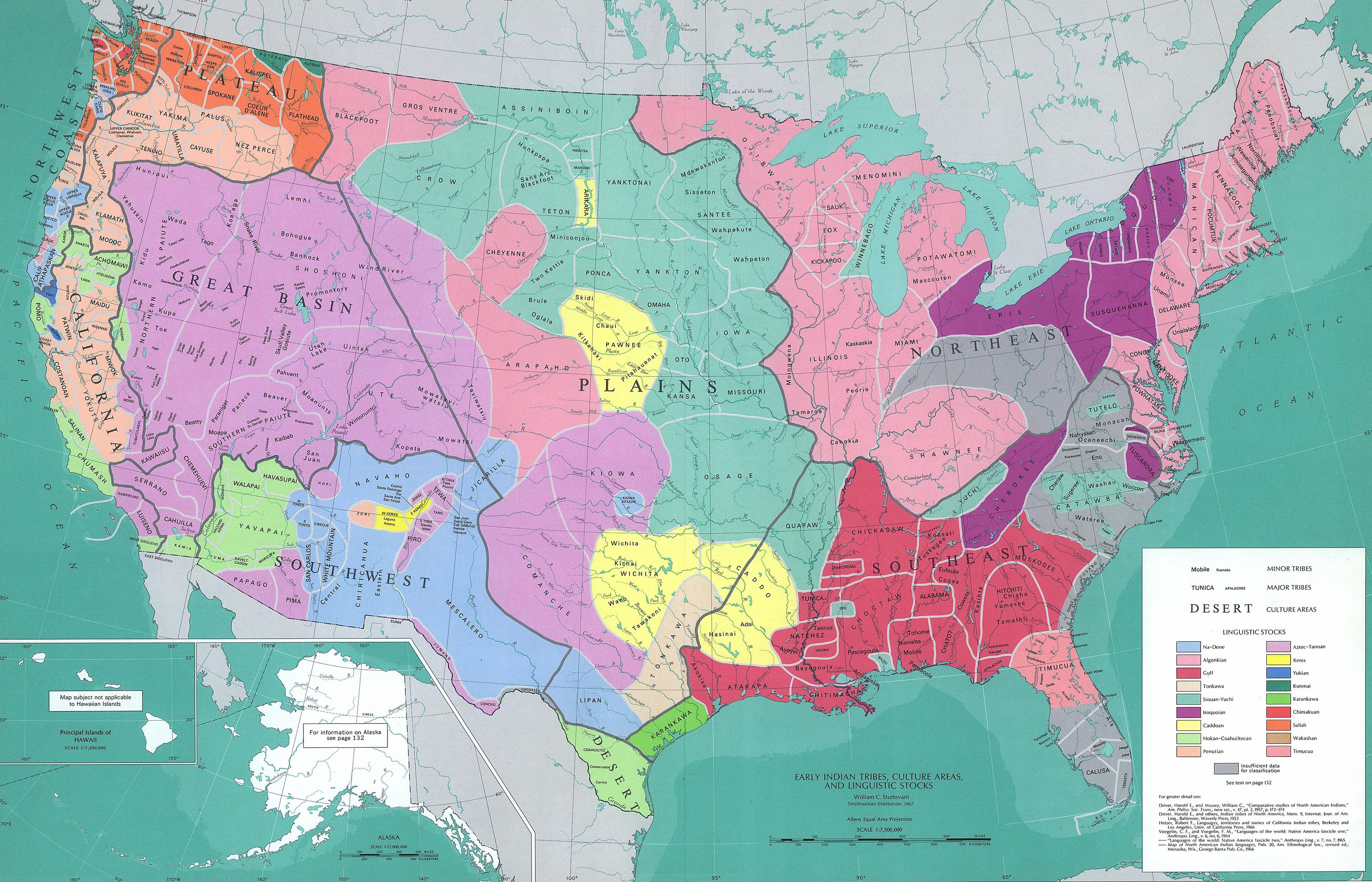
Las primeras lenguas indígenas en los Estados Unidos.

La clasificación de los pueblos indígenas de América se basa en las regiones culturales, la geografía y la lingüística. Los antropólogos han nombrado varias regiones culturales, con límites fluidos, que son generalmente acordados con alguna variación. Estas regiones culturales se basan en general en las ubicaciones de los pueblos indígenas de América desde los primeros contactos europeos y africanos que comenzaron a finales del siglo XV. Cuando los pueblos indígenas han sido  expulsados a la fuerza por los Estados-nación, conservan su clasificación geográfica original. Algunos grupos abarcan varias regiones culturales.

## Canadá, Groenlandia, Estados Unidos y norte de México
A los Estados Unidos y Canadá los etnógrafos clasifican habitualmente los pueblos indígenas en diez regiones geográficas con rasgos culturales compartido, llamadas áreas culturales. Groenlandia forma parte de la  Región Ártica. Algunos estudiosos combinan las regiones del Altiplano y de la Gran Cuenca al Oeste intermontana, algunos separan los pueblos de las praderas de los de las Grandes Llanuras, mientras que otros separan las tribus de los Grandes Lagos de los de los bosques del noreste.

### Ártico

Mapa del dialecto inuktitut.

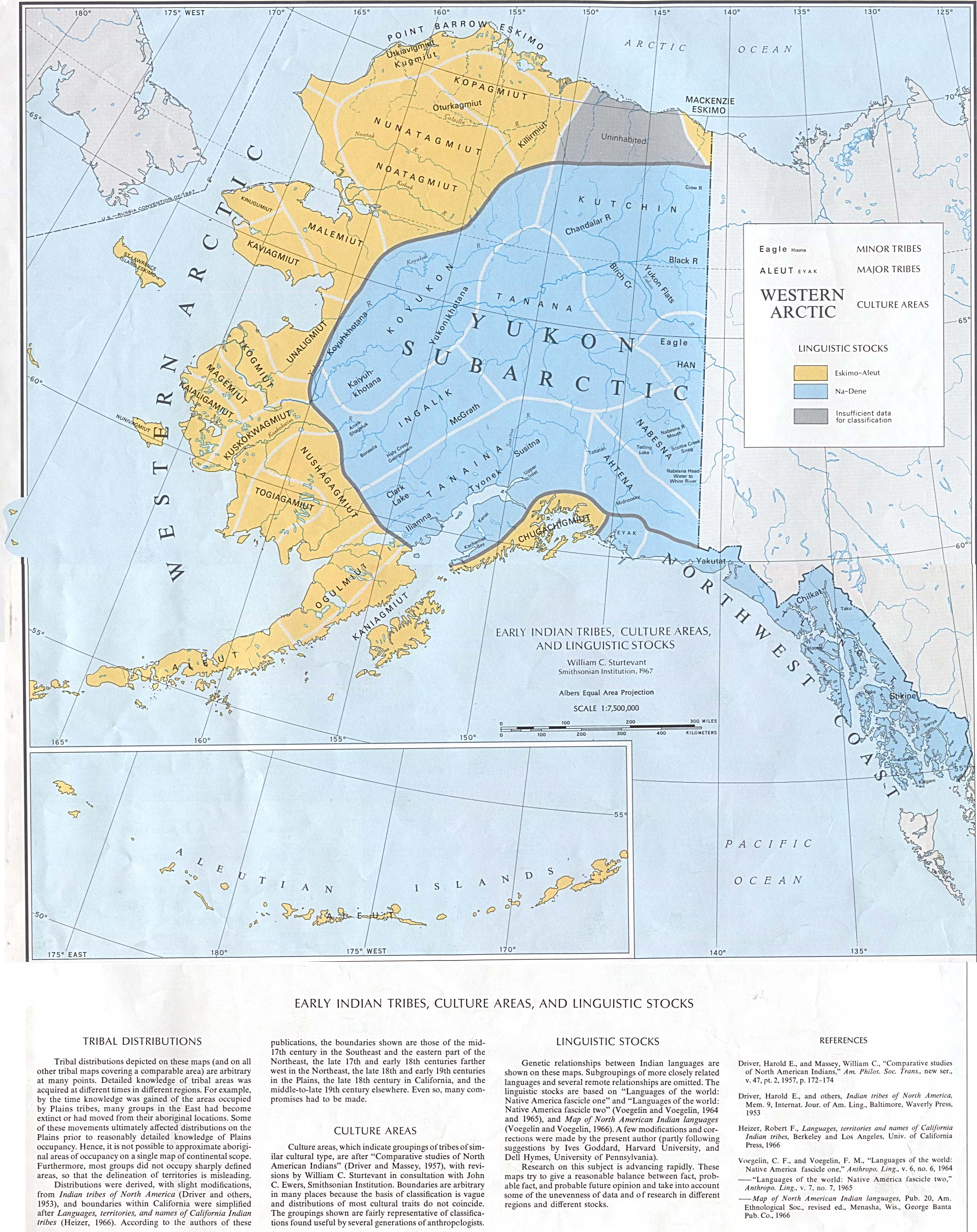
Primeras lenguas indígenas en Alaska.

- Paleoesquimal, culturas prehistóricas, Rusia, Alaska, Canadá, Groenlandia, 2500 a. C. - 1500 d. C.
  - Tradición ártica de herramientas pequeñas, cultura prehistórica, 2500 a. C., estrecho de Bering
  - Pre-Dorset, Ártico oriental, 2500–500 a. C.
  - Cultura Saqqaq, Groenlandia, 2500–800 a. C.
  - Cultura Independencia I, noreste de Canadá y Groenlandia, 2400-1800 a. C.
  - Cultura Independencia II, noreste de Canadá y Groenlandia, 800-1 a. C.)
  - Groswater, Labrador y Nunavik, Canadá
  - Cultura Dorset, 500 a. C. – 1500 d. C., Alaska, Canadá
- Aleut ( Unangan ), Islas Aleutianas de Alaska y Península de Kamchatka, Rusia
- Inuit, Rusia, Alaska, Canadá, Groenlandia
  - Cultura Thule, proto-inuit, Alaska, Canadá, Groenlandia, 900-1500 d. C.
  - Cultura Birnirk, cultura prehistórica inuit, Alaska, 500 d. C. – 900 d. C.
  - Pueblo inuit de Groenlandia, Groenlandia
    - Kalaallit, oeste de Groenlandia
    - Inughuit, norte de Groenlandia
    - Tunumiit, este de Groenlandia

  - Inuvialuit, Ártico canadiense occidental
  - Iñupiat, norte y noroeste de Alaska
- Yupik, Alaska y Rusia
  - Alutiiq ( «Sugpiaq, Pacífico Yupik» ), Península de Alaska, áreas costeras e insulares del centro sur de Alaska
  - Yupik de Alaska central y Alaska central occidental
    - Cupik (Yupik), Hooper Bay y Chevak, Alaska
    - Nunivak Cup'ig (Yupik), Isla Nunivak, Alaska

  - Yupik de Siberia, Lejano Oriente ruso y la Isla San Lorenzo (Alaska)
    - Chaplino
    - Naukan
    - Sirenik, Siberia

### Subártico
- Ahtna (Ahtena, Nabesna)
- Anishinaabe - ver también Bosques del Noreste
  - Oji-Cree («Anishinini», «Severn Ojibwa») Ontario, Manitoba
  - Ojibwa («Chippewa», «Ojibwe») Ontario, Manitoba, Minnesota
- Atikamekw, Quebec
- Chipewyan, interior de Alaska, oeste de Canadá
- Cree, Canadá central y oriental, Dakota del Norte
- Dakelh, Columbia Británica
  - Babine, Columbia Británica
  - Wet'suwet'en, Columbia Británica
- Deg Hit'an («Deg Xinag, Degexit'an, Kaiyuhkhotana»), Alaska[2]
- Tanaina, Alaska.
- Beaver, Alberta, Columbia Británica
- Kutchin, Alaska, Yukón
- Pueblo hän, Alaska, Yukón
- Pueblo holikachuk, Alaska
- Innu («Montagnais»), Labrador, Quebec
- Kaska Dena
- Kolchan («Alto Kuskokwim»)
- Koyukón, Alaska
- Naskapi
- Sekani
- Sahtú, («Mountain»), Territorios del Noroeste
- Slavey («Awokanak»), Alberta, Columbia Británica.[3]
- Tagish
- Tahltan
- Lower Tanana
- Tanana medio
- Alto Tanana
- Tanacross
- Tasttine («pueblo castor»)
- Tli Cho
- Tlingit del interior
- Tsetsaut (extinto)
- Tsilhqot'in («Chilcotin»)
- Tutchone del norte
- Tutchone del sur
- Yellowknives

### Costa noroeste del Pacífico
- Alsea, Oregón
- Heiltsuk
- Nuxalk
- Primera Nación Tsleil-Waututh
- Chehalis (superior e inferior), Washington
- Chehalis (BC), Valle de Fraser
- Chimakum, Washington (extinto)
- Chetco
- Lenguas chinukanas: (Chinook bajo, Chinook alto, Clackamas, Wasco)
- Klallam
- Clatsop
- Comox, Isla de Vancouver / Estrecho de Georgia BC
- Lenguas kusanas (Hanis) Oregón
- Lenguas kusanas (Miluk) Oregón
- Tututni
- Cowichan Sur de la isla de Vancouver / Estrecho de Georgia
  - Quwutsun
  - Somena
  - Quamichan
- Duwamish Washington
- Eyak Alaska
- Galice (extinto)
- Gitxsan, Columbia Británica
- Haida (dialectos: Kaigani, Skidegate, Masset) BC y Alaska
- Haisla Costa norte / central BC
  - Haihai
  - Kimsquit
  - Kitimat
- Heiltsuk BC Costa Central
- Hoh Washington
- Kalapuya, Oregón
  - Kalapuya Central, Oregón
    - Ahantchuyuk
    - Litmiut
    - Mohawk, Oregón
    - Santiam

  - Kalapuya Norte, Oregón
    - Atfalati
    - Tualatin
    - Yamhill (Yamel)

  - Kalapuya Sur, Yonkalla, Oregón
- Klallam (dialectos: Klallam (Elwha inferior), S'Klallam (Jamestown), S'Klallam (Port Gamble) )
- Klickitat
- Kwalhioqua
- Kwakiutl
  - Koskimo
  - 'Namgis
  - Laich-kwil-tach (Euclataws o Yuculta)
- Lummi, Washington
- Makah, Washington
- Muckleshoot, Washington
- Musqueam, BC Lower Mainland (Vancouver)
- Nisga'a, Columbia Británica
- Nisqually, Washington
- Nooksack, Washington
- Nuu-chah-nulth, Costa oeste de la isla de Vancouver
- Nuxalk (Bella Coola) - Costa Central de BC
- Oowekeno - ver Wuikinuxv
- Pentlatch,Isla de Vancouver / Estrecho de Georgia (extinto)
- Puyallup, Washington
- Quileute, Washington
- Quinault, Washington
- Rivers Inlet - ver Wuikinuxv
- Chasta Costa, Oregón, California
- Saanich Sur de la isla de Vancouver / Estrecho de Georgia
- Samish, Washington
- Sauk-Suiattle, Washington
- Sechelt, BC Sunshine Coast / Estrecho de Georgia (Shishalh)
- Tribu Shoalwater Bay, Washington
- Siletz, Oregón
- Siuslaw, Oregón
- Skagit
- Skokomish, Washington
- Sliammon, BC Sunshine Coast / Estrecho de Georgia (continente Comox)
- Snohomish
- Snoqualmie
- Snuneymuxw (Nanaimo), Isla de Vancouver
- Songhees (Songish) Sur de la isla de Vancouver / Estrecho de Juan de Fuca
- Sooke Sur de la isla de Vancouver / Estrecho de Juan de Fuca
- Squamish, Columbia Británica
- Tribu Isla Squaxin Washington
- Spokane Washington
- Stillaguamish, Washington
- Sto:lo , BC Lower Mainland / Valle de Fraser
- Kwantlen
- Katzie
- Squamish - ver Skwxwu7mesh
- Suquamish Washington
- Swinomish Washington
- Takelma Oregón
- Tillamook (Nehalem) Oregón
- Tlingit, Alaska
- Tolowa - Tututni, el norte de California
- Tsimshian
- Tulalip, Washington
- Twana, Washington
- Tzouk-e (Sooke), Isla de Vancouver
- Bajo Umpqua, Oregón
- Alto Umpqua, Oregón
- Alto Skagit, Washington
- Wuikinuxv (Owekeeno), BC Central Coast

### Altiplano del Noroeste

#### Pobles chinook
- Cathlamet, WA
- Clackamas, OR
- Clatsop, OR
- Kathlamets
- Multnomah
- Wasco-Wishram, OR y WA
- Watlata, WA

#### Salish del interior
- Chelan
- Coeur d'Alene, ID, MT, WA
- Entiat, WA
- Tribus Confederadas Salish y Kootenai de la Nación Flathead (Selisch o Salish), ID y MT
  -  Salish
  - Pend Oreille (Kalispel), MT y WA
    - Bajo Kalispel, WA
    - Alto Kalispel, MT
- Methow, WA
- Nespelem, WA
- Nlaka'pamux (Thompson), BC
- Nicola (Confederació Thompson-Okanagan)
- Okanagan, BC y WA
- Shuswap, BC
- Sinixt (Lakes), BC, ID, y WA
- Sinkiuse-Columbia, WA (extinto)
- Spokane, WA
- Lillooet, BC (alto Lillooet)
- Lil'wat, BC (bajo Lillooet)
- In-SHUCK-ch, BC (bajo Lillooet)
- Wenatchi (Wenatchee)
- Sanpoil, WA
- Sinkayuse

#### Sahaptins
- Alto Cowlitz o Taidnapam
- Kittitas (Alto Yakima)
- Klickitat, WA
- Nez percé, ID
- Pshwanwapam (Pswanwapam)
- Skinpah (Skin)
- Tenino (Warm Springs)
- Tygh (Alto Deschutes), OR
- Umatilla, OR
- Walla walla, WA
- Wanapum, WA
- Wauyukma
- Wyam (Bajo Deschutes)
- Yakama, WA

#### Otros o ambos
- Cayuse, OR
- Celilo (Wayampam)
- Cowlitz (tribu), WA
- Fort Klamath, OR
- Kalapuya, noroeste OR
  - Atfalati (Tualatin, noroeste OR
  - Mohawk River, noroeste OR
  - Santiam, noroeste OR
  - Yaquina, noroeste OR
- Kutenai (Kootenai, Ktunaxa), BC, ID, y MT
- Bajo Snake: Chamnapam]], Wauyukma, Naxiyampam
- Modoc, CA y OR
- Molala (Molale), OR
- Atapascans Nicola (extinto), BC
- Palus (Palouse), ID, OR, y WA
- Alto Nisqually (Mishalpan)

### Grandes Llanuras
Los pueblos indígenas de las Grandes Llanuras suelen separarse en tribus de las Llanuras del Norte y del Sur.
- Anishinaabe (Anishinape, Anicinape, Neshnabé, Nishnaabe) 
  - Saulteaux (Nakawē), Manitoba, Minnesota y Ontario;[4] más tarde Alberta, Columbia Británica, Montana, Saskatchewan
  - Pueblo odawa (Ottawa), Ontario,[4] Míchigan, más tarde Oklahoma
  - Potawatomi, Míchigan,[4] Ontario, Indiana, Wisconsin, más tarde Oklahoma
- Apache
  - Lipan Apache, Nuevo México, Texas
  - Apaches de las llanuras (Kiowa Apache), Oklahoma
  - Querecho Apache, Texas
- Arapajó (Arapahoe), anteriormente Colorado, actualmente Oklahoma y Wyoming
  - Nawathinehena
- Arikara (Arikaree, Arikari, Ree), Dakota del Norte
- Atsina (Gros ventres), Montana
- Pies negros
  - Nación Kainai, Alberta
  - Northern Peigan (Aapátohsipikáni), Alberta
  - Blackfeet, Southern Piegan (Aamsskáápipikani), Montana
  - Siksiká, Alberta
- Cheyenes, Montana, Oklahoma
  - Suhtai, Montana, Oklahoma
- Comanche, Oklahoma, Texas
- Crow, Montana
- Cuervo (Absaroka, Apsáalooke), Montana
- Escanjaques, Oklahoma
- Hidatsa, Dakota del Norte
- Iowa (Ioway), Kansas, Nebraska, Oklahoma
- Kaw (Kansa, Kanza), Oklahoma
- Kiowa, Oklahoma
- Mandan, Dakota del Norte
- Métis, Canadá, Dakota del Norte, Manitoba, Saskatchewan, Alberta
- Misouria (Misuri), Oklahoma
- Pueblo omaha, Nebraska
- Osage, Oklahoma, anteriormente Arkansas, Misuri
- Otoe (Oto), Oklahoma
- Pawnee, Oklahoma
  - Chaui, Oklahoma[5]
  - Kitkehakhi, Oklahoma[5]
  - pitahauirata, Oklahoma[5]
  - Skidi, Oklahoma[5]
- Ponca, Nebraska, Oklahoma
- Quapaw, anteriormente Arkansas, Oklahoma
- Siux
  - Dakota, Minnesota, Montana, Nebraska, Dakota del Norte, Dakota del Sur, Manitoba, Saskatchewan
    - Reserva Santee Siux, Nebraska
    - Yankton, Dakota del Sur
    - Yanktonai, anteriormente Minnesota, actualmente Montana, Dakota del Norte y Dakota del Sur

  - Lakota (Teton), Montana, Dakota del Norte, Dakota del Sur, Saskatchewan
    - Brulé
    - Siux oglala
    - Sans Arc (Itázipčho)
    - Hunkpapa
    - Miniconjou
    - Sihasapa
    - Two Kettles (Oóhenuŋpa)

  - Nakoda (Stoney), Alberta
  - Nakota, Assiniboine (Assiniboin), Montana,

Saskatchewan
- Teyas, Texas
- Tónkawa, Oklahoma
- Sarsi, (Sarcee, Tsuut'ina), Alberta
- Wichita y tribus afiliadas ( Kitikiti'sh ), Oklahoma, anteriormente Texas y Kansas
  - Kichai (también relacionado con Caddo), Oklahoma, anteriormente Texas y Kansas
  - Taovaya (Tawehash), Oklahoma, anteriormente Texas y Kansas
  - Tawakoni, Oklahoma, anteriormente Texas y Kansas
  - Waco (Iscani, Yscani), Oklahoma, anteriormente Texas
  - Wichita, Guichita , Rayados , Oklahoma, anteriormente Texas y Kansas

### Bosques del Noreste
- Cultura Adena (1000-200 a. C.) anteriormente Ohio, Indiana, Virginia Occidental, Kentucky, Nueva York, Pensilvania y Maryland
- Abenaki (Penobscot, Pennacook), Maine, Nuevo Brunswick, New Hampshire, Quebec y Vermont
  - Abenaki oriental, Quebec, Maine y New Hampshire[4]
    - Norridgewock, Maine

  - Abenaki occidental: Quebec, Massachusetts, New Hampshire y Vermont[4]
- Anishinaabe (Anishinape, Anicinape, Neshnabé, Nishnaabe) 
  - Algonquino,[6] Quebec, Ontario
  - Nipissing,[6] Ontario[4]
  - Ojibwa (Chippewa, Ojibwa), Ontario, Míchigan, Minnesota y Wisconsin[4]
    - Mississaugas , Ontario
    - Saulteaux (Nakawē), Ontario

  - Ottawa, Indiana, Míchigan, Ohio, Ontario;[4] más tarde Oklahoma
  - Potawatomi, Illinois, Indiana, Míchigan,[4] Ontario, Wisconsin; más tarde Kansas y Oklahoma
- Assateague, Maryland[7]
- Pueblo neutral, Ontario[4]
- Beothuk, anteriormente Terranova[4]
- Chowanoke, Carolina del Norte
- Pueblo de Choptank, Maryland[7]
- Piscataway (Conoy), Virginia,[7] Maryland
- Cultura Fort Ancient (1000-1750 d. C.), anteriormente Ohio, Kentucky, Indiana y Virginia Occidental
- Erie, Pensilvania, Nueva York[4]
- Etchemins, Maine
- Winnebago (Ho-chunk), sur de Wisconsin, norte de Illinois,[4] más tarde Iowa y Nebraska
- Honniasont, Pensilvania, Ohio, Virginia Occidental
- Cultura Hopewell, anteriormente Ohio, Illinois y Kentucky, y la región de Black River , 200 a. C.-500 d. C.
- Housatonic, Massachusetts, Nueva York[8]
- Confederación de Illinois, Illinois, Iowa y Misuri[4]
  - Cahokia, Illinois, Iowa, Misuri, Arkansas, ahora Oklahom
  - Kaskaskia, anteriormente Wisconsin
  - Miami, Illinois, Indiana y Míchigan,[4] ahora Oklahoma
- Meskwaki (Fox), Míchigan,[4] ahora Iowa, Oklahoma
- Michigamea, anteriormente Illinois
  - Moingona, anteriormente Illinois
  - Peoria, Illinois, ahora Oklahoma
  - Tamaroa, anteriormente Illinois
  - Wea, anteriormente Indiana, descendientes de Oklahoma
- Confederación iroquesa[6] ( Haudenosaunee ), Ontario, Quebec y Nueva York[4]
  - Cayuga, Nueva York,[4] Oklahoma
  - Mohawk, Nueva York[4] y Kahnawake, Quebec
  - Oneida, Nueva York[4]
  - Onondaga, Nueva York[4]
  - Seneca, Nueva York,[4] ahora Oklahoma
    - Mingo, Pensilvania, Ohio, Virginia Occidental

  - Tuscarora, anteriormente Carolina del Norte, ahora Nueva York
- Kickapoo, Míchigan,[4] Illinois, Misuri, ahora Kansas, Oklahoma, Texas, México
- Iroqués, anteriormente Nueva York, Ontario y Quebec, del siglo XIV a 1580 d. C.
- Lenni Lenape (Delaware), Pensilvania, Delaware, Nueva Jersey, ahora Ontario y Oklahoma
  - Munsee subgrupos -hablando anteriormente, Long Island y el sureste de Nueva York[9]
    - Canarsee, anteriormente Long Island New York[10]
    - Esopus, antes Nueva York,[9] más tarde Ontario y Wisconsin.
    - Hackensack, anteriormente Nueva York[9]
    - Rumachenanck, Nueva York[11]
    - Kitchawank ( Kichtawanks , Kichtawank ), Nueva York[11]
    - Minisink, anteriormente Nueva York[9]
    - Navasink,[11] al este a lo largo de la costa norte de Nueva Jersey
    - Raritan, anteriormente condado de Westchester, Nueva York[11]
    - Sinsink ( Sintsink ), condado de Westchester, Nueva York[11]
    - Siwanoy, Massachusetts [[11]
    - Tappan, anteriormente Nueva York[12]
    - Waoranecks[13]
    - Wappinger ( Wecquaesgeek , Nochpeem ), anteriormente Nueva York[8][14]
    - Warranawankongs[13]
    - Wiechquaeskeck, anteriormente Nueva York[9]

  - Subgrupos que hablan unami
    - Acquackanonk, Passaic River en el norte de Nueva Jersey
    - Okehocking, sureste de Pensilvania[13]
    - Unalachtigo, Delaware, Nueva Jersey
- Manahoac, Virginia[15]
- Mascouten, anteriormente Míchigan[4]
- Massachusett, Massachusetts
  - Ponkapoag, Massachusetts
- Menominee, Wisconsin[4]
- Mahican ( Stockbridge Mahican[6]) Connecticut, Massachusetts, Nueva York y Vermont[4][8]
- Massachusett, Massachusetts[6][16]
- Meherrin , Virginia,[17] Carolina del Norte
- Mi'kmaq (Micmac), Nuevo Brunswick, Terranova y Labrador, Nueva Escocia, Isla del Príncipe Eduardo, Quebec,[4] y Maine
- Mohegan,[6] Connecticut
- Monacan, Virginia[18]
- Montaukett ( Montauk ),[6] Nueva York
- Moneton ( Monetons, Monekot, Moheton) (Siouan), Virginia Occidental y Virginia
- Nansemond, Virginia
- Nanticoke, Delaware y Maryland[4]
  - Accohannock
- Narragansett, Rhode Island[6]
- Niantic, Connecticut costero[6][16]
- NipmucK, Connecticut, Massachusetts y Rhode Island[16]
- Nottaway, Virginia,[17]
- Occaneechi (Occaneechee), Virginia[17][19][20]
- Passamaquoddy, Nuevo Brunswick y Maine[4]
- Patuxent, Maryland[7]
  - Potatuck, Nueva York[16]
- Penobscot, Maine
- Pequot, Connecticut[6]
- Tionontati, Ontario[4]
- Piscataway, Maryland[7]
- Pocumtuc, oeste de Massachusetts[16]
- Podunk, Nueva York,[16] este del condado de Hartford, Connecticut
- Confederación Powhatan, Virginia[7]
  - Appomattoc, Virginia
  - Arrohateck, Virginia
  - Chesapeake, Virginia
  - Chesepian, Virginia
  - Chickahominy, Virginia[17]
  - Kiskiack, Virginia
  - Mattaponi, Virginia
  - Nansemond, Virginia[17]
  - Paspahegh, Virginia
  - Powhatan, Virginia
  - Pamunkey, Virginia[17]
- Quinnipiac, Connecticut,[6] este de Nueva York, norte de Nueva Jersey
- Rappahannock, Virginia
- Sauk (Sac), Míchigan,[4] ahora Iowa, Oklahoma
- Schaghticoke, oeste de Connecticut[6]
- Shawnee, anteriormente Ohio,[4] Virginia, Virginia Occidental, Pensilvania, actualmente Oklahoma
- Shinnecock,[6] Long Island, Nueva York[16]
- Stegarake, Virginia[15]
- Stuckanox (Stukanox), Virginia[17]
- Conestoga, Maryland, Pensilvania[4]
- Tauxenent (Doeg), Virginia[21]
- Tunxis (Massaco), Connecticut[6]
- Tuscarora, anteriormente Carolina del Norte, Virginia, actualmente Nueva York
- Tutelo (Nahyssan), Virginia[17][19]
- Unquachog (Poospatuck), Long Island, Nueva York[16]
- Confederación Wabanaki, Maine, Nuevo Brunswick, Nueva Escocia, Quebec[6]
- Wampanoag, Massachusetts[6]
  - Nauset, Massachusetts
  - Patuxet, Massachusetts
  - Pokanoket, Massachusetts, Rhode Island[16]
- Wangunk, Mattabeset, Connecticut[6]
- Wenro, Nueva York[4][6]
- Wicocomico, Maryland, Virginia
- Maliseet (Wəlastəkwewiyik), Maine, Nuevo Brunswick, Nueva Escocia y Quebec[4]
- Wawyachtonoc, Connecticut, Nueva York[8]
- Pueblo hurón, Ontario al sur de Bahía Georgiana, ahora Oklahoma, Kansas, Míchigan y Wendake, Quebec

### Bosques del Sureste
- Acolapissa (Colapissa), Luisiana y Misisipi[22]
- Ais, costa este de Florida[23]
- Pohoy (Alafia, Pojoy, Costas Alafeyes, Costas Alafaya), Florida[24]
- Amacano, costa oeste de Florida[25]
- Apalache, noroeste de Florida[26]
- Atakapa (Attacapa), costa este Luisiana y costa sureste Texas[26]
  - Akokisa, costa sureste de Texas[27]
  - Bidai, costa sureste de Texas[27]
  - Deadose, este de Texas
  - Eastern Atakapa, costa oeste de Luisiana
  - Orcoquiza, sureste de Texas
  - Patiri, este de Texas
  - Tlacopsel, sureste de Texas
- Avoyel, Luisiana[18][22]
- Bayogoula, sureste de Luisiana[18][22]
- Biloxi, Misisipi[22][26]
- Caddo, Arkansas, Luisiana, Oklahoma, Texas[26][28]
  - Adai (Adaizan, Adaizi, Adaise, Adahi, Adaes, Adees, Atayos), Luisiana y Texas[22]
  - Cahinnio, sur de Arkansas[28]
  - Doustioni, centro-norte de Luisiana[28]
  - Eyeish (Hais), este de Texas[28]
  - Hainai, este de Texas[28]
  - Hasinai, este de Texas[28]
  - Kadohadacho, noreste de Texas, suroeste de Arkansas, noroeste de Luisiana[28]
  - Nabedache, este de Texas[28]
  - Nabiti, este de Texas[28]
  - Nacogdoche, este de Texas[28]
  - Nacono, este de Texas[28]
  - Nadaco, este de Texas[28]
  - Nanatsoho, noreste de Texas[28]
  - Nasoni, este de Texas[28]
  - Natchitoches bajo:centro de Luisiana, alto: noreste de Texas[28]
  - Neche, este de Texas[28]
  - Nechaui, este de Texas[28]
  - Ouachita, norte de Luisiana[28]
  - Tula, oeste de Arkansas[28]
  - Yatasi, noroeste de Luisiana[28]
- Calusa, suroeste de Florida[24][26]
- Indios de Cape Fear, costa sur de Carolina del Norte[22]
- Catawba (Esaw, Usheree, Ushery, Yssa),[29] Carolina del Norte, Carolina del Sur[26]
- Chacat, Florida y el sur de Alabama[22]
- Chakchiuma, Alabama y Misisipi[26]
- Cheraw (Chara, Charàh), Carolina del Norte
- Cheroqui, oeste de Carolina del Norte, este de Tennessee, más tarde Georgia, noroeste de Carolina del Sur, norte de Alabama, Arkansas, Texas, México, y actualmente Carolina del Norte y Oklahoma[30]
- Chickanee (Chiquini),Carolina del Norte
- Chickasaw, Alabama y Misisipi,[26] Oklahoma[30]
- Chicora, costa de Carolina del Sur[18]
- Chisca (Cisca), suroeste de Virginia[18]
- Chitimacha, Luisiana[26]
- Choctaw, Misisipi, Alabama,[26] y partes de Luisiana más tarde Oklahoma[30]
- Chowanoc (Chowanoke), Carolina del Norte
- Coharie, Carolina del Norte
- Congaree (Canggaree), Carolina del Sur[22][31]
- Coree, Carolina del Norte[18]
- Coharie, Carolina del Norte
- Croatan, Carolina del Norte
- Cusabo coastal Carolina del Sur[26]
- Eno, Carolina del Norte[22]
- Grigra (Gris), Misisipi[32]
- Guacata (Santalûces), costa este de Florida[24]
- Guacozo, Florida
- Guale (Cusabo, Iguaja, Ybaja), costa de Georgia[22][26]
- Guazoco, suroeste de Florida coast[24]
- Houma, Luisiana and Mississippi[26]
- Jaega (Jobe), costa este de Florida[23]
- Jaupin (Weapemoc), Carolina del Norte
- Jororo, Florida interior[24]
- Keyauwee, North Carolina[22]
- Koasati (Coushatta), antiguamente al este de Tennessee,[26] actualmente en Luisiana, Oklahoma, y Texas
- Koroa, Misisipi[22]
- Lumbee, Carolina del Norte
- Machapunga, Carolina del Norte
- Matecumbe (Matacumbêses, Matacumbe, Matacombe), Florida Keys[24]
- Mayaca, Florida[24]
- Mayaimi (Mayami), interior de Florida[23]
- Mayajuaca, Florida
- Mikasuki (Miccosukee), Florida
- Mabila (Mobile, Movila), noroeste de Florida y sur de Alabama[26]
- Mocoso, oeste de Florida[23][24]
- Mougoulacha, Misisipi[18]
- Creek, Tennessee, Georgia, Alabama, Misisipi, Florida, más tarde Oklahoma
  - Abihka, Alabama,[27] más tarde Oklahoma
  - Alabama, antes Alabama,[27] suroeste de Tennessee, y noroeste de Misisipi,[22][26] ahora Oklahoma y Texas
    - Pakana (Pacâni, Pagna, Pasquenan, Pak-ká-na, Pacanas), central Alabama,[22] más tarde Texas[18]

  - Apalachicola, Creek Confederacy, Alabama, Florida, Georgia y Carolina del Sur[27]
  - Chiaha, Confederación Grek, Alabama[27]
  - Eufaula, Georgia, más tarde Oklahoma
  - Hitchiti, Confederación Creek, Georgia, Alabama, y Florida[22]
  - Kialegee, Alabama, más tarde Oklahoma
  - Osochee (Osochi, Oswichee, Usachi, Oosécha), Confederación Creek, Alabama[22][27]
  - Talapoosa, Confederación Creek, Alabama[27]
  - Thlopthlocco, Alabama, Georgia, más tarde Oklahoma
  - Tukabatchee, Confederación Muscogee Creek, Alabama[27]
- Naniaba, noroeste de Florida y sur de Alabama[26]
- Natchez, Luisiana y Misisipi[26] later Oklahoma
- Neusiok (Newasiwac, Indios del río Neuse), Carolina del Norte[22]
- Cultura Norwood, región de Apalachee, Florida, c. 12,000–4500 a. C.
- Oconee, Georgia, Florida
- Ofo, Arkansas y Misisipi,[26] este de Tennessee[22]
- Okchai (Ogchay), central Alabama[22]
- Okelousa, Luisiana[22]
- Appalousa, Luisiana[22]
- Pamlico, antiguamente Carolina del Norte
- Pascagoula, costa de Misisipi[18]
- Pee Dee (Pedee), Carolina del Sur[22][33] y Carolina del Norte
- Pensacola, Florida y el sur de Alabama[26]
- Potoskeet, Carolina del Norte
- Quinipissa, sureste de Luisiana y Misisipi[27]
- Roanoke, Carolina del Norte
- Saluda (Saludee, Saruti), Carolina del Sur[22]
- Santee (Seretee, Sarati, Sati, Sattees), Carolina del Sur (no relación con Santee Sioux), Carolina del Sur[22]
- Saponi, Carolina del Norte,[34] Virginia[17]
- Sawokli (Sawakola, Sabacola, Sabacôla, Savacola), sureste Alabama y Florida panhandle[22]
- Sissipahaw, Sissipahua, Shacioes), Carolina del Norte[22]
- Secotan, Carolina del Norte
- Seminola, Florida y Oklahoma[30]
- Sewee (Suye, Joye, Xoye, Soya), Costa de Carolina del Sur[22]
- Shakori, Carolina del Norte
- Shoccoree (Haw), Carolina del Norte,[22] posible Virginia
- Sissipahaw,Carolina del Norte
- Sugeree (Sagarees, Sugaws, Sugar, Succa), Carolina del Norte y Carolina del Sur[22]
- Surruque, centro este de Florida[35]
- Suteree (Sitteree,  Sutarees, Sataree), Carolina del Norte
- Taensa, Misisipi[32]
- Taposa, Misisipi
- Tawasa, Alabama[36]
- Tekesta, costa sureste deFlorida[22][24]
- Timucua, Florida y Georgia[22][24][26]
  - Acuera, Florida central[37]
  - Agua Fresca (o Agua Dulce o Freshwater), interior noreste de Florida[37]
  - Arapaha, centro norte de Florida y centro sur de Georgia?[37]* [[]], costa sureste de Georgia[37]
  - Icafui (o Icafi), costa sureste de Georgia[37]
  - Mocama (o Tacatacuru), costa norte central de Florida y costa sureste de Georgia[37]
  - Utina del Norte centro noreste de Florida[37]
  - Ocale, centro Florida[37]
  - Oconi, interior sureste de Georgia[37]
  - Potano, centro norte de Florida[37]
  - Saturiwa, noreste de Florida[37]
  - Tacatacuru, costa sureste de Georgia[38]
  - Tucururu (o Tucuru), central? Florida[37]
  - Utina (o Este Utina), centro noreste de Florida[39]
  - Yufera, costa sureste de Georgia[37]
  - Ibi (Yui), costa sureste de Georgia[37]
  - Yustaga, norte centro de Florida[37]
- Tiou (Tioux), Misisipi[31]
- Tocaste, Florida[24]
- Tocobaga, Florida[22][24]
- Tohomé, noreste de Florida y sur de Alabama[26]
- Tomahitan, este de Tennessee
- Topachula, Florida
- Tunica, Arkansas y Misisipi[26]
- Utiza, Florida[23]
- Uzita, Tampa Bay, Florida[40]
- Vicela, Florida[23]
- Viscaynos, Florida
- Waccamaw, Carolina del Sur
- Waccamaw siux, Carolina del Norte
- Wateree (Guatari, Watterees), Carolina del Norte[22]
- Waxhaw (Waxsaws, Wisack, Wisacky, Weesock, Flathead), Carolina del Norte y Carolina del Sur[22][33]
- Westo, Virginia y Carolina del Sur,[18] extinct
- Winyaw, costa de Carolina del Sur[22]
- Woccon, Carolina del Norte[22][33]
- Yamasi, Florida, Georgia[18]
- Yazoo, extremo suroeste de Arkansas, este de Luisiana, Misisipi[22][41]
- Yuchi (Euchee), centro de Tennessee,[22][26] luego noroeste de Georgia, ahora Oklahoma

### Gran Cuenca
- Ahwahnechee, valle de Yosemite, California
- Bannock, Idaho[42]
  - Sur de Paiute, Arizona, Nevada, Utah
  - Chemehuevi, sureste de California
  - Kaibab, noroeste de Arizona[43]
  - Kaiparowtis, suroeste de Utah[43]
  - Moapa, sur de Nevada[43]
  - Panaca[43]
  - Panguitch, Utah[43]
  - Paranigets, sur de Nevada[43]
  - Shivwits, suroeste de Utah[43]
- Coso, de Coso Rock Art District en el Coso Range, el desierto de Mojave, California
- Cultura de Fremont (400 d. C.-1300 d. C.), anteriormente Utah[44]
- Kawaiisu, interior del sur de California[42]
- Mono, sureste de California
  - Mono del este, sureste de California
  - Mono del oeste o Owens Valley Paiute , este de California y Nevada[42]
- Paiute del norte, este de California, Nevada, Oregón, suroeste de Idaho[42]
  - Kucadikadi, (Mono Lake Paiute, Mono Lake), California
- Shoshón, California, Idaho, Nevada, Utah, Wyoming
  - Pueblo Shoshón del este:
    - Guchundeka ', (Kuccuntikka, comedores de búfalos)[45][46]
    - Tukkutikka, (Tukudeka, comedores de ovejas de montaña), se unió a los Shoshón del Norte[46]
    - Boho'inee ', Pohoini, Pohogwe, gente de Sage Grass, gente de Sagebrush Butte[45][46][47]]

  - Shoshón del Norte, Idaho[42]
    - Lemhi, (Lemhi , Snake River y Lemhi River Valley)[47][48]
    - Doyahinee, (pueblo de las montañas)[45]
    - Kammedeka, Kammitikka , Jack Rabbit Eaters , Snake River, Gran Lago Salado[47]
    - Hukundüka, (puercoespín devoradores de semillas de pasto, devoradores de trigo silvestre, posiblemente sinónimo de Kammitikka)[47][49]
    - Tukudeka , Dukundeka ', Devoradores de ovejas (Devoradores de ovejas de montaña), Cordillera de dientes de sierra, Idaho[47][48]
    - Yahandeka , Yakandika , Groundhog Eaters , Lower Boise, Payette y Wiser Rivers[47][48]

  - Pueblo Shoshón oeste:
  - Goshute ( Gosiute ), Gran Desierto Salado y Gran Lago Salado, Utah[49]
    - Cedar Valley Goshute
    - Deep Creek Goshute
    - Rush Valley Goshute
    - Skull Valley Goshute, Wipayutta , Weber Ute[49]
    - Toole Valley Goshute
    - Trout Creek Goshute[49]

  - Kuyatikka, Kuyudikka, Bitterroot Eaters, Halleck, Mary's River, Clover Valley, Smith Creek Valley, Nevada[49]
  - Mahaguadüka, Mentzelia Seed Eaters, Ruby Valley, Nevada[49]
  - Painkwitikka, Penkwitikka, (Comedores de pescado), Cache Valley, Idaho y Utah[49]
  - Pasiatikka (comedores de hierba de Redtop, Deep Creek Gosiute, Deep Creek Valley, Antelope Valley)[49]
  - Tipatikka, (Pinenut Eaters), banda más al norte[49]
  - Tsaiduka, /Tule Eaters), Railroad Valley, Nevada[49]
  - Tsogwiyuyugi, Elko, Nevada[49]
  - Waitikka, (comedores de pasto de arroz), Ione Valley, Nevada[49]
  - Watatikka, (comedores de semillas de raigrás), Ruby Valley, Nevada[49]
  - Wiyimpihtikka, Buffalo Berry Eaters[49]
- Timbisha, (también conocido como Panamint o Koso), sureste de California
- Ute, Colorado, Utah, norte de Nuevo México[42]
  - Capote, sureste de Colorado y Nuevo México[50]
  - Moanunts, Salina, Utah[51]
  - Muache, sur y centro de Colorado[50]
  - Pahvant, oeste de Utah[51]
  - Sanpits, Utah central[51]
  - Timpanogos, centro norte de Utah[51]
  - Uintah, Utah[50]
  - Uncompahgre o Taviwach, centro y norte de Colorado[50]
  - Weeminuche, oeste de Colorado, este de Utah, noroeste de Nuevo México[50]
  - White River Utes (Parusanuch y Yampa), Colorado y este de Utah[50]
- Washo, Nevada y California[52]
  - Palagewan
  - Pahkanapil

### California
Nota: El área cultural de California no se ajusta exactamente a los límites del estado de California, y muchas tribus en la frontera este con Nevada se clasifican como tribus de la Gran Cuenca y algunas tribus en la frontera de Oregón se clasifican como tribus del Altiplano.
- Achomawi, Achumawi, tribu Pit River, noreste de California[54]
- Atsugewi, noreste de California[54]
- Cahuilla, sur de California[54]
- Chumash, costa del sur de California[54]
  - Barbareño
  - Isleño, Isla Chumash
  - Ineseño, Ineseño
  - Obispeño, Chumash del Norte
  - Purisimeño
  - Ventureño
- Chilula, noroeste de California[54]
- Chimariko, extinto, noroeste de California[55]
- Cupeño, sur de California[54]
- Lenguas atabascanas de la Costa del Pacífico
  - Lassik, noroeste de California[54]
  - Mattole (Bear River), noroeste de California[54]
  - Nongatl, noroeste de California[56]
  - Sinkyone, noroeste de California[54]
  - Wailaki, Wai-lakki, noroeste de California[54]
- Esselen, centro-oeste de California[54]
- Hupa, noroeste de California[54]
  - Tsnungwe
- Juaneño, Acjachemem, suroeste de California
- Karok, noroeste de California[54]
- Kato (pueblo), Cahto, noroeste de California[54]
- Kitanemuk, centro-sur de California[54]
- Maidu, centro-norte de California[54]
- Kumiai, Diegueño, Kumiai
  - Ipai, suroeste de California[54]
    - Jamul, suroeste de California[57]

  - Tipai, suroeste de California y noroeste de México[54]
- Complejo La Jolla, sur de California, c. 6050-1000 a. C.
- Luiseño, suroeste de California[54]
- Maidu, noreste de California[54]
  - Konkow, norte de California
  - Mechoopda, norte de California
  - Nisenan, sur de Maidu , norte de California
- Miwok, Me-wuk, California central[54]
  - Miwok de la costa, centro-oeste de California[54]
  - Miwok del lago, centro-oeste de California[54]
  - Valle y Sierra Miwok
- Monache, Western Mono, central California[54]
- Nisenan, centro-este de California[54]
- Nomlaki, noroeste de California[54]
- Ohlone, central oeste de California[54]
  - Awaswas
  - Chochenyo
  - Ramaytush
  - Rumsen
  - Thamien
  - Yelamu
- Patwin, central California[54]
  - Suisun, Sur de Patwin , California central
- Complejo Pauma, sur de California, c. 6050-1000 a. C.
- Pomo, noroeste y centro-oeste de California[54]

Salinan, costa central de California
- - Antoniaño[58]
  - Migueleño
- Serrano, sur de California[54]
- Shasta, noroeste de California[54]
  - Konomihu, noroeste de California
  - Okwanuchu, noroeste de California
- Tataviam, Allilik (Fernandeño), sur de California[54]
- Tolowa, noroeste de California[54]
- Tongva, Gabrielino, Fernandino, San Clemente tribu, costa sureste de California[54]
- Tubatulabal, centro-sur de California[54]
- Wappo, centro-norte de California[54]
- Whilkut, noroeste de California[54]
- Wintun, noroeste de California[54]
- Wiyot, noroeste de California[54]
- Yana, centro-norte de California[54]
  - Yahi
- Yokut, centro y sur de California[54]
  - Chukchansi, Foothill Yokuts , California central[54]
  - Yokuts del Valle del Norte , California central[54]
  - Tribu Tachi, Yokuts del Valle Sur, centro-sur de California[54]
- Yuki, (Ukomno'm), noroeste de California[54]
  - Huchnom, noroeste de California[59]
- Yurok, noroeste de California[54]

### Suroeste
Esta región es a menudo nombrada Oasisamérica incluye partes de lo que ahora es Arizona, el sur de Colorado, Nuevo México, el oeste de Texas, Utah, Chihuahua y Sonora.
- Ak Chin, Arizona
- Atabascana meridional
  - Chiricahua Apache, Nuevo México y Oklahoma
  - Jicarilla Apache, Nuevo México
  - Lipan Apache, Texas
  - Mescalero Apache, Nuevo México
  - Navajo (Navaho, Diné), Arizona y Nuevo México
  - San Carlos Apache, Arizona
  - Tonto Apache, Arizona
  - Apache occidental (Coyotero Apache), Arizona
  - Apache de la montaña blanca, Arizona
- Aranama (Hanáma, Hanáme, Chaimamé, Chariname, Xaraname, Taraname)
- Coahuiltecos, Texas, norte de México
- Cucapá, Arizona, norte de México
- Comecrudo Texas, norte de México
- Cotoname (Carrizo de Camargo)
- Genízaro, Arizona, Nuevo México
- Halchidhoma, Arizona y California
- Hualapai, Arizona
- Havasupai, Arizona
- Houma, Luisiana
- Hohokam, anteriormente Arizona
- Karankawa, Texas
- Kavelchadhom
- Mamulique, Texas, norte de México
- Mansos, Texas, Chihuahua
- Maricopa, Arizona
- Mojave, Arizona, California y Nevada
- Pima, Arizona
- Pima Bajo Chihuahua, norte de México
- Indios pueblo, Arizona, Nuevo México y oeste de Texas
  - Pueblo Ancestral, antiguamente Arizona, Colorado, Nuevo México, Utah
  - Hopi-Tewa (Tewa de Arizona, Hano), Arizona, se unió a los Hopi durante la Revuelta Pueblo
  - Hopi, Arizona
  - Keres, Nuevo México
    - Pueblo de Acoma, Nuevo México
    - Cochití, Nuevo México
    - Pueblo Kewa (Santo Domingo Pueblo), Nuevo México
    - Pueblo de Laguna, Nuevo México
    - Pueblo de San Felipe, Nuevo México
    - Pueblo de Santa Ana, Nuevo México
    - Pueblo de Zía, Nuevo México
- Tewes, Nuevo México
  - Nambé, Nuevo México
  - Ohkay Owingeh, Nuevo México
  - Pueblo Piro
  - Pojoaque, Nuevo México
  - San Ildefonso Pueblo, Nuevo México
  - Tesuque, Nuevo México
  - Pueblo de Santa Clara, Nuevo México
- Tihua, Nuevo México
  - Pueblo de Isleta, Nuevo México
  - Pueblo de Picurís, Nuevo México
  - Pueblo de Sandía, Nuevo México
  - Pueblo de Taos, Nuevo México
  - Pueblo Isleta del Sur, Texas
- Towa

Pueblo jémez, Nuevo México
- - Zuñi, Nuevo México
- Quechan (Yuma), Arizona y California
- Solanos, Coahuila, Texas
- Tamique
- Tobosos
- Tohono O'odham , Arizona y México
  - Qahatika, Arizona
- Tompiros
- Ubates
- Hualapai, Arizona
- Yaquis (Yoreme), Arizona, Sonora
- Yavapai, Arizona
  - Tolkapaya (Yavapai Occidental), Arizona
  - Yavapé (Yavapai del Noroeste), Arizona
  - Kwevkapaya (Yavapai del Sudeste), Arizona
  - Wipukpa (Yavapai del Nordeste), Arizona

## México y Mesoamérica
Las regiones de Oasisamérica, Aridoamérica y Mesoamérica abarcan varios países y se superponen.

### Aridoamérica
- Aripe
- Acaxees
- Chichimeca
  - Caxcán
  - Guachichil
  - Guamare
  - Pame
  - Tecuexe
  - Pueblo zacateco
- Cochimí[60]
- Cucapá, Arizona, Nuevo México
- Guaicura
- Guarijíos,Chihuahua, Sonora[60]
- Huichol (Wixáritari),[60] Nayarit, Jalisco, Zacatecas y Durango.
- Irritila
- Kiliwa, Baja California
- Mongui, Baja California
- Jumanos, Nuevo México y oeste de Texas
- Pueblo mayo,[60] Sonora y Sinaloa
- Ópata
- Pueblo otomí, México central
- Paipai, (Akwa'ala, Kw'al), Baja California[61]
- Pericú
- Pueblo seri
- Sumas, Chihuahua, oeste de Texas
- Tamaholipa
- Pueblo tarahumara[60]
- Tepehuanes[60]
- Xixime
- Tradición de Teuchitlán
- Tradición de las tumbas de tiro, oeste de México
- Pueblo yaqui,[60] Sonora y ahora el sur de Arizona

### Mesoamérica
- Nahuas, Guatemala y México
  - Alaguilac, Guatemala
- Pueblo cora
- Huastec
- Huave (Wabi), Distrito de Juchitán, Oaxaca
- Lenca
- Maya, Belice, El Salvador, Guatemala, Honduras, y México
  - Achí, Guatemala
  - Acateco, Guatemala
  - Cachiquel
  - Choles
  - Chortis,sureste de Guatemala, noroeste de Honduras, y norte de El Salvador
  - Itzá, Departamento de Petén, Guatemala
  - Ixil, El Quiché, Guatemala
  - Jacalteko (etnia) (Jakalteko), noroeste de Guatemala
  - Kekchi
  - Lacandones
  - Mam
  - Poqomam
  - Pueblo mopán, Belice, Guatemala
  - Tzotzil
  - Quiché, El Salvador y Guatemala
  - Tojolabales
  - Tseltal
  - Yucateco
  - Zutuhil
- Mazateco
- Mixteco
- Olmeca
- Otomí
- Pipil
- Pueblo purépecha, conocido también como tarasco
- Tlapanecos
- Pueblo xinca
- Pueblo zapoteco
- Cultura tolteca (900–1168), Tula, Hildago

## Círculo del Caribe

### Caribe
El antropólogo Julian Steward definió el área cultural de las Antillas, que incluye todas las Antillas y las Bahamas, excepto Trinidad y Tobago.
- Arahuacos
  - Taíno, Antillas Mayores, Antillas Menores del norte
    - Lucayanos, Bahamas

  - Iñeri, Antillas Menores, 400-1000 d. C.
  - Nepoya, Trinidad
  - Suppoya, Trinidad
- Caquetíos, Aruba, Bonaire, Curaçao, y Venezuela
- Kalinago, Antillas Menores
  - Garífuna ("Caribe negro"), originalmente Dominica y San Vicente, actualmente Belice, Guatemala, Honduras y Nicaragua
- Siboney, Antillas Mayores, c. 1000–300 a. C.[63]
  - Guanajatabeyes, Cuba, 1000 a. C.
- Ciguayos, Hispaniola
- Ortoiroide, c. 5500-200 a. C.[64]]
  - Coroso culture, Puerto Rico, 1000–200 a-C.[64]
  - Cultura de Krum Bay, Islas Vírgenes, St. Thomas, 1500-200 a. C. [64]
- Cultura saladoide, 500–545 a. C.[64]

### América Central
El área cultural centroamericana incluye parte de El Salvador, la mayor parte de Honduras, toda Nicaragua, Costa Rica y Panamá, y algunos pueblos en las costas del Pacífico de Colombia y Ecuador o cerca de ellas.
- Bagaces, Costa Rica
- Bokota, Panamá
- Borucas, Costa Rica
- Bribri, Costa Rica
- Cabécar, Costa Rica
- Cacaopera (Matagalpa, Ulua), El Salvador[65]
- Embera-Wounaan (Wounaan), Colombia, Panamá
- Cholultecas, Honduras
- Katapas, Costa Rica
- Tices, Costa Rica
- Corobicí, Costa Rica
- Pueblo dorasque, Panamá
- Guatusos, Costa Rica
- Guaymí, Panamá
  - Movere, Panamá
  - Murire, Panamá
- Guetar, Costa Rica
- Pueblo guna (Kuna), Panamá y Colombia
- Lenca, Honduras y El Salvador
- Mangue, Nicaragua
- Maribichocoa, Honduras y Nicaragua
- Misquito, Honduras, Nicaragua
  - Zambos mosquitos
  - Tawira mosquitos
- Nagrandah, Nicaragua
- Ngäbe, Bocas del Toro, Panamá
- Nicarao, Nicaragua
- Nicoya, Costa Rica
- Orotiña, Costa Rica
- Paparo, Panamá
- Paya, Honduras
- Pech, noreste de Honduras
- Piria, Nicaragua
- Poton, Honduras y El Salvador
- Quepo, Costa Rica
- Rama, Nicaragua
- Sigua, Panamá
- Subtiaba, Nicaragua
- Suerre, Costa Rica
- Mayangna (sumos), Honduras y Nicaragua
- Térrabas (Naso, Teribe, Tjër Di), Panamá
- Tojar, Panamá
- Tolupanes (Jicaque), Honduras
- Ulva, El Salvador, Honduras y Nicaragua
- Yasika, Nicaragua

### Colombia y Venezuela
El área cultural de Colombia y Venezuela incluye la mayor parte de Colombia y Venezuela. El sur de Colombia se encuentra en el área de la cultura andina, al igual que algunos pueblos del centro y noreste de Colombia, que están rodeados de pueblos de la cultura colombiana y venezolana. El este de Venezuela se encuentra en el área cultural de Las Guayanas y el sureste de Colombia y el suroeste de Venezuela se encuentran en el área cultural de la Amazonia.
- Aburrá, centro de Colombia
- Pueblo achagua (Axagua), este de Colombia, oeste de Venezuela
- Arhuaco, oeste de Colombia
- Amaní, centro de Colombia
- Ancerma, oeste de Colombia
- Andaquí (Andaki), departamento del Huila, Colombia
- Andoque, (Andoke), sureste de Colombia
- Antiochia, Colombia
- Arbi, oeste de Colombia
- Atunceta, oeste de Colombia
- Awá, noreste de Colombia
- Baniva, oeste de Colombia
- Barasana, Colombia
- Betoye, Colombia
- Caquetíos, oeste de Venezuela
- Calamari, noroeste de Colombia
- Cultura calima, oeste de Colombia, 200 a. C.-400 d. C.
- Caramanta, Colombia occidental
- Carate, noreste de Colombia
- Carare]], noreste de Colombia
- Pueblo Carex noroeste de Colombia
- Pueblo Cari, oeste de Colombia
- Carrapa, oeste de Colombia
- Cartama, oeste de Colombia
- Cauca, oeste de Colombia
- Corbago, noreste de Colombia
- Cosina, noreste de Colombia
- Catios, noroeste de Colombia
- Cenufaná, noroeste de Colombia
- Chanco, oeste de Colombia
- Coanoa, noreste de Colombia
- Cuiba, este de Colombia y oeste de Venezuela
- Cubeo
- Timoto-cuicas, oeste de Venezuela
- Pueblo cumanagoto, este de Venezuela
- Evéjito, oeste de Colombia
- Fincenú, noroeste de Colombia
- Gorrón, oeste de Colombia
- Guahibo (Guajibo), este de Colombia, sur de Venezuela.
- Guambía, oeste de Colombia
- Guanes, Colombia, cultura precolombina
- Guananos, noreste de Colombia
- Guayabero, noroeste de Colombia
- Hiwi, oeste de Colombia, este de Venezuela
- Jupda, Colombia
- Pueblo kali'na, este de Venezuela.
- Kogui, norte de Colombia.
- Pueblo Lile, oeste de Colombia
- Laches, centro de Colombia
- Mariche, centro de Venezuela
- Maco (Mako, Itoto, Wotuja o Jojod), noreste de Colombia y oeste de Venezuela
- Pueblo Mompox, noroeste de Colombia.
- Pueblo Motilón-barí, noreste de Colombia y oeste de Venezuela.
- Naura, centro de Colombia
- Nauracota, centro de Colombia
- Noanamá (Waunana, Huaunana, Woun Meu), noroeste de Colombia y Panamá
- Nutabes, noroeste de Colombia
- Opón, noreste de Colombia
- Pacabueye, noroeste de Colombia
- Pancenú, noroeste de Colombia
- Patángoro, centro de Colombia
- Paucura, oeste de Colombia
- Pemed, noroeste de Colombia
- Pueblo Pequi, oeste de Colombia
- Yaruro (Pumé), Venezuela
- Cultura quimbaya, centro de Colombia siglos IV-VII d. C.
- Quinchia, oeste de Colombia
- Sutagaos, centro de Colombia
- Tahamíes, noroeste de Colombia
- Taironas, norte de Colombia, cultura precolombina, siglos I-XI d. C.
- Pueblo Tamalameque, noroeste de Colombia
- Pueblo Teques, centro de Venezuela.
- Pueblo Timba, oeste de Colombia
- Timotes, oeste de Venezuela
- Tinigua, Departamento de Caquetá, Colombia
- Tupe, noreste de Colombia
- Pueblo Turbaco, noroeste de Colombia
- Urabá, noroeste de Colombia
- Urezo, noroeste de Colombia
- U'wa, este de Colombia, oeste de Venezuela
- Waikerí, este de Venezuela
- Wayú (Wayúu, Guajiro, Wahiro), noreste de Colombia y noroeste de Venezuela
- Xiriguana, noreste de Colombia
- Yamicí, noroeste de Colombia
- Yalcón, Colombia
- Yariguíes, noreste de Colombia
- Yukpa, (Yuko), noreste de Colombia
- Zamyrua, noreste de Colombia
- Zendagua, noroeste de Colombia
- Zenú, noroeste de Colombia, cultura precolombina, 200 a. C.-1600 d. C.
- Zopia, oeste de Colombia

## Las Guayanas

Las Guayanas al norte de América del Sur.

La posición de Las Guayanas en el neotrópico al norte de América del Sur.

Esta región incluye el norte de Colombia, la Guayana Francesa, Guyana, Surinam, Venezuela y partes de los estados de Amazonas, Amapá, Pará y Roraima en los estados de Brasil de la región norte.
- Acawai
- Acokwa
- Acuria (Akurio, Akuriyo), Surinam
- Pueblo akawayo, Roraima, Brasil, Guyana y Venezuela
- Amariba
- Amicuana
- Aparai (Apalai), Amapá, Brasil
- Apirua
- Apurui
- Aracaret
- Aramagoto
- Aramisho
- Arebato
- Arekena
- Arhuaco, noreste de Colombia
- Arigua
- Arinagoto
- Pueblo Arua
- Aruacay, Venezuela
- Atorai
- Atroahy
- Auaké, Brasil y Guyana
- Baniva (Baniwa), Brasil, Colombia y Venezuela
- Baraüana
- Bonari
- Baré
- Caberre
- Cadupinago
- Cariaya
- Caribe (Kalinago), Venezuela
- Carinepagoto, Trinidad
- Chaguan, Venezuela
- Chaima, Venezuela
- Cuaga, Venezuela
- Cuacua, Venezuela
- Pueblo cumanagoto, Venezuela
- Guayano, Venezuela
- Guinau
- Idioma hixkaryána, Amazonas, Brasil
- Inao
- Ingarikó, Brasil, Guyana y Venezuela
- Jaoi (Yao), Guyana, Trinidad y Venezuela
- Pueblo kali'na, Brasil, Guyana, Guayana Francesa, Surinam y Venezuela
- Lokono (Arawak, Locono), Guyana, Trinidad y Venezuela
- Macapa
- Macushí, Brasil y Guyana
- Maopityan
- Mapoyo (Mapoye), Venezuela
- Marawan
- Orealla, Guyana
- Palikur, Brasil, Guayana Francesa
- Parauana
- Parauien
- Pareco, Venezuela
- Paria, Venezuela
- Patamona, Roraima, Brasil
- Pauishana
- Pemón (Arecuna), Brasil, Guyana y Venezuela
- Pueblo wenaiwika (Piapoco)
- Piaroas, Venezuela
- Pino
- Piritú, Venezuela
- Purui
- Sáliba, Venezuela
- Sanumá, Venezuela, Brasil
- Shebayo, Trinidad
- Sikiana (Chikena, Xikiyana), Brasil, Surinam
- Tagare, Venezuela
- Pueblo tamanaco, Venezuela
- Tarumá
- Tibitibi, Venezuela
- Tiriyó (Tarëno), Brasil, Surinam
- Tocoyen
- Tumuza, Venezuela
- Wai-Wai, Amazonas, Brasil y Guyana
- Wapishana, Brasil y Guyana
- Waraos (Warrau), Guyana y Venezuela
- Wayanas (Oyana), Pará, Brasil
- Pueblo yanomami, Venezuela y Amazonas, Brasil
- Pueblo yekuana, Venezuela, Brasil

## Este de Brasil
Esta región incluye partes de los estados brasileños de Ceará, Goiás, Espírito Santo, Mato Grosso, Mato Grosso do Sul, Pará y Santa Catarina.
- Apinajé (Apinaye Caroyo),[6] Río Araguia
- Apurinã (Popũkare), Amazonas y Acre
- Arara, Pará
- Atikum, Bahía y Pernambuco
- Bororos (Brasil),[6] Mato Grosso
- Botocudos (Lakiãnõ)
- Guató, Mato Grosso
- Kadiwéu (Guaicuru),[6] Mato Grosso del Sur
- Pueblo cáingang
- Karajá (Iny, Javaé),[6] Goiás, Mato Grosso, Pará y Tocantins
- Kaxixó, Minas Gerais
- Kayapó, (Cayapo, Mebêngôkre),[6] Mato Grosso y Pará
- Ofaié, Mato Grosso del Sur
- Pataxó, Bahía
- Potiguara (Pitigoares),[6] Ceará
- Tabajara, Ceará
- Tupiniquim, Espírito Santo
- Umutina (Barbados)[6]
- Xacriabás (Chakriaba, Chikriaba o Shacriaba), Minas Gerais
- Xavantes (Shavante),[6] Mato Grosso
- Xerente (Sherente),[6] Goiás
- Xukurú, Pernambuco
- Yaminahuas

## Andes

El Tawantinsuyu, o máxima extensión del Imperio Incaico, que incluye gran parte de la región cultural andina.

- Andean Hunting-Collecting Tradition, Argentina, 11.000–4.000 d. C.
- Awá, norte de Ecuador, sur de Colombia
- Aimaras, Bolivia,[66] Chile, Perú
- Cultura kallawaya, Bolivia[66]
- Cañari, Ecuador
- Cultura Nariño (Capulí'), Ecuador, 800–1500 d. C.
- Cerro Narrio (Chaullabamba) (Cultura precolombina)
- Chachapoyas, Amazonas, Perú
- Cayapas (Chachilla)
- Chanca (Chanka), Perú
- Chavín, norte de Perú, 900–200 a. C.
- Cultura chincha, Perú (Cultura precolombina)
- Chipaya, Departamento de Oruro, Bolivia[66]
- Cultura chuquibamba (Cultura precolombina)
- Conchucos
- Diaguitas
  - Amaicha, Argentina
  - Calchaquíes, Argentina
  - Chicoana, Salta, Argentina
  - Pueblo quilme (Cultura precolombina), Argentina
- Cultura Guangala (Cultura precolombina)
- Tradición microlítica Ichuña (Cultura precolombina)
- Imperio incaico (Inca), básicamente en Perú
- Cultura Jama Coaque (Cultura precolombina)
- Cultura killke, Perú, 900–1200 d. C.
- Kogui
- Kollas (Collas), Argentina, Bolivia, Chile
- Cultura Tumaco-La Tolita (Cultura precolombina)
- Cultura Las Vegas, costa de Ecuador, 8000 a. C.–4600 a. C.
- Cultura Lauricocha, Perú, 8000–2500 a. C.
- Cultura lima, Perú, 100–650 d. C.
- Pueblo maina, Ecuador, Perú
- Manteño-Huancavilca (Cultura precolombina)
- Milagro (Cultura precolombina)
- Cultura mollo, Bolivia, 1000–1500 d. C.
- Muiscas, Colombia (Cultura precolombina)
- Pachacama (Cultura precolombina)
- Pueblo nasa, sierra colombiana (Cultura precolombina)
- Idioma panzaleo (cultura precolombina)
- Pastos
- Pijaos, Colombia
- Quechuas (Kichua, Kichwa), Bolivia [66]
  - Chanca
  - Huanca
- Quitu, 2000 a. C. - 1550 d. C.
- Cultura salinar (cultura precolombina)
- Saraguro
- Cultura tiahuanaco (Quichua norteño), 400–1000 d. C., Bolivia
- Tsáchila (Colorado), Ecuador
- Piartal (cultura precolombina)
- Uru, Bolivia, [66]
- Cultura wari, costa central y altiplano de Perú, 500–1000 d. C.
  - Pocras, Provincia Ayacucho, Perú, 500–1000 d. C.

### Tierras bajas del Pacífico
- Complejo Amotape, costa norte de Perú, 9.000–7.100 a. C.
- Atacameño (Atacama, Likan Antaí), Chile
- Awá, Colombia y Ecuador
- Pueblo bara, Colombia
- Caras, costa de Ecuador, 500 a. C. - 1550 d. C.
- Cultura Bahía, Ecuador, 500 a. C. E–500 d. C.
- Cultura casma, costa de Perú, 1000-1400 d. C.
- Chancay, costa central de Perú, 1000–1450 d. C.
- Chango, costa de Perú, norte de Chile
- Chimú, costa norte de Perú, 1000–1450 d. C.
- Cultura cupisnique, (cultura precolombina), 1000-200 a. C., costa de Perú
- Lambayeque (cultura Sicán), costa norte de Perú, 750-1375 d. C.
- Machalilla, costa de Ecuador, 1500–1100 a. C.
- Cultura Huancavilca, oeste de Ecuador, 850-1600 d. C.
- Moche (Mochica), costa norte de Perú, 1-750 d. C.
- Cultura de Nazca (Nasca), costa sur de Perú, 1-700 d. C.
- Civilización Caral,  (cultura precolombina), costa de Perú
- Cultura Paiján, costa norte de Perú, 8,700–5,900 a. C.
- Paracas, costa sur de Perú, 600-175 a. C.
- Cultura Recuay, Perú (cultura precolombina)
- Tallán (cultura precolombina), costa norte de Perú
- Cultura Valdivia, Ecuador, 3500–1800 a. C.
- Cultura Virú, Región Piura, Perú, 200 a. C. - 300 d. C.
- Cultura Wari (cultura Huari), Perú, 500-1000 EC
- Yukpa (Yuko), Colombia
- Yurutí, Colombia

## Amazonas

### Amazonas del Noroeste
Esta región incluye el Amazonas (Brasil); los departamentos de Amazonas y Putamayo de Colombia; las provincias de Cotopaxi, Los Ríos, Morona-Santiago, Napo y Pastaza y la Región Amazónica en Ecuador; y el Departamento de Loreto en Perú.
- Arabelas, Región de Loreto, Perú
- Arapaso (Arapaco), Amazonas, Brasil
- Baniva
- pueblo bora, Región de Loreto, Perú
- Candoshis (Chapras), Región Loreto, Perú
- Carútana (Arara), Amazonas, Brasil
- Chayahuitas (Chaywita) Región de Loreto, Perú
- Cocamas, Región de Loreto, Perú
- Cofán (Kofan), Departamento de Putumayo, Colombia y Ecuador
- Cubeo (Kobeua), Amazonas, Brasil y Colombia
- Dâw, Río Negro, Brasil
- Flecheiro
- Huaorani (Waorani, Waodani, Read), Ecuador
- Jupda (Hup), Brasil y Colombia
- Hibitos, Región Loreto y Perú
  - Pueblos jivaroanos, Ecuador y Perú
  - Aguarunas (Aguarana), Ecuador y Perú
  - Achuar, Ecuador
  - Huambisas, Perú
  - Shuar, Morona-Santiago, Región Amazónica de Ecuador y la región de Loreto de Perú
- Urarina (Kachá, Shimaco), Región de Loreto, Perú
- Camsá (Sibundoy), Departamento de Putumayo, Colombia
- Kanamarí, Amazonas, Brasil
- Quechuas
  - Cañari quechuas (Canari)
  - Quechuas del Pastaza, Provincia de Pastaza, Ecuador
  - Cholos cuencanos
  - Napurunas (Quijos-Quechua, Napo-Quechua), Ecuador y Perú
  - Saraguro
  - Sarayacu quechua, Provincia de Pastaza, Ecuador
- Korubu, Amazonas, Brasil
- Kugapakori-Nahua
- Macaguaje (Majaguaje), Río Caquetá, Colombia
- Machiguenga, Perú
- Mayoruna Matsés (Matsés, Maxuruna), Brasil y Perú
- Miriti, Amazonas Department, Colombia
- Murato, Región de Loreto, Perú
- Pueblo Mura, Amazonas, Brasil
  - Pirahã (Mura-pirarrã), Amazonas, Brasil
- Nukak ( Nukak-Makú ), este de Colombia
- Ocainas, Loreto Region, Perú
- Cambeba (Omagua, Kambeba, Umana), Amazonas, Brasil
- Siona (Sioni), Departamento de Amazonas, Colombia
- Sirianos, Brasil, Colombia
- Siusi, Amazonas, Brasil
- Tariana, Amazonas, Brasil
- Tsohom Djapá
- Tucanos, Brasil, Colombia
  - Barasana (Pareroa), Amazonas, Brasil y Vaupés, Colombia
  - Macuna (Buhagana, Macuna), Amazonas, Brasil y Vaupés, Colombia
- Waikino (Vaikino), Amazonas, Brasil
- Waimiri-Atroari (Kinja , Uaimiri-Atroari), Amazonas y Roraima, Brasil
- Guananos (Unan, Vanana), Amazonas, Brasil
- Uitoto
  - Murui Witoto, Región de Loreto, Perú
- Pueblo yagua (Yahua), Región de Loreto, Perú
- Yaminahuas (Jaminawa, Yamanawa, Yaminawa), el departamento de Pando, Bolivia [66]
- Yoras
- Sápara (Zaparo), Prpvincia de Pastaza,

Ecuador
- Zuruahã (Suruahá, Suruwaha), Amazonas,

Brasil

### Amazonas oriental
Esta región incluye los estados de Amazonas, Maranhão y parte de Pará en Brasil.
- Amanayé (Ararandeura), Brasil
- Araweté (Araueté, Bïde), Pará, Brasil
- Awás (Guajá), Brasil
- Dar
- Guayayara, Maranhão, Brasil
- Guaraníes, Paraguay
- Ka'apor, Maranhão, Brasil
- Kuruaya, Pará, Brasil
- Cultura marayó, cultura precolombina, Pará, Brasil
- Panará, Mato Grosso y Pará, Brasil
- Parakanã (Paracana)
- Suruí do Pará, Pará, Brasil
- Tembé (Tembe)
- Turiwara (Turiwara)
- Wayampi
- Zo'é, Pará, Brasil

### Sur de la Amazonia
Esta región incluye el sur de Brasil (Mato Grosso, Mato Grosso del Sur, partes de Pará y Rondonia) y el este de Bolivia,(departamento de Beni).
- Apiaká ( Apiacá ), Mato Grosso y Pará, Brasil.[67]
- Aweti (Aueto), Mato Grosso, Brasil
- Bakairí (Bakairi)
- Chácobos (Chacobo), noroeste del departamento de Beni, Bolivia.[66]
- Pueblo chiquitano (Chiquito, Tarapecosi), Brasil y Santa Cruz, Bolivia.[66]
- Enawene nawe, Mato Grosso, Brasil
- Gavião de Rondônia
- Guarayu (Guarayo), Bolivia.[66]
- Ikpeng (Xicao), Mato Grosso, Brasil
- Itene, Departamento de Beni, Bolivia.[66]
- Idioma irantxe (Iranshe o münkü)
- Juma  Kagwahiva), Rondônia, Brasil
- Jurúna (Lesser, Juruna, Yudjá), Mato Grosso, Brasil
- Kaiabi (Caiabi, Cajabi, Kajabi, Kayabi), Mato Grosso, Brasil
- Kalapálo (Kalapal ), Mato Grosso, Brasil
- Kamayurá (Camayura), Mato Grosso, Brasil
- Kanoê (Kapixaná), Rondônia, Brasil
- Karipuná (Caripuna)
- Karitiâna (Caritiana), Brasil
- Kayapó, Mato Grosso, Brasil
- Kuikuro, Mato Grosso, Brasil
- Matipu, Mato Grosso, Brasil
- Mehináku (Mehinacu, Mehinako), Mato Grosso, Brasil
- Moxo (Mojo), Bolivia
- Nahukuá (Nahuqua), Mato Grosso, Brasil
- Nambikwara (Nambicuara), Mato Grosso, Brasil
- Pacahuara (Pacaguara, Pacawara), northwest Beni Department, Bolivia[66]
- Pacajá (Pacaja)
- Panará, Mato Grosso y Pará, Brasil
- Parecís (Paressi)
- Rikbaktsá  (Erikbaksa), Mato Grosso, Brasil
- Sateré-Mawé (Maue), Brasil
- Suyá (Kisedje), Mato Grosso, Brasil
- Tacana (Takana), Beni y Madre de Dios Rivers, Bolivia.[66]
- Tapajó (Tapajo)
- Tapirapé (Tapirape)
- Tenharim
- Terena, Mato Gross y Mato Grosso do Sul, Brasil
- Trumaí, Mato Grosso, Brasil
- Tsimané (chimanes, mosetén, Pano), Departamento de Beni, Bolivia [66]
- Uru-Eu-Wau-Wau, Rondônia, Brasil
- Wari' (Pacanawa, Waricaca'), Rondônia, Brasil
- Wauja (Waurá, Waura), Mato Grosso, Brasil
- Wuy jugu (Mundurucu, Munduruku)
- Yawalapiti (Iaualapiti), Mato Grosso, Brasil

### Amazonas del Suroeste
Esta región incluye las regiones de Cuzco, Huánuco  Junín, Loreto, Madre de Dios y Ucayali del este de Perú, partes de Acre, Amazonas y Rondônia  de Brasil y partes de los departamentos de La Paz y Beni  de Bolivia.
- Aguano (Santacrucino, Uguano), Perú
- Aikanã, Rondônia, Brasil
- Akuntsus, Rondônia, Brasil
- Amahuaca, Brasil, Perú
- Ashánincas (Campa, Chuncha), Acre, Brasil y Junín, Pasco, Huánuco y Ucayali, Perú
- Banawá (Jafí, Kitiya), Amazonas, Brasil
- Cashibo (Carapache), Departamento de Huánuco, Perú
- Shipibo-conibo, Perú y Amazonas, Brasil
- Pueblo ese'ejja (Chama), Departamento de Beni, Bolivia.[66]
- Harakmbut, Departamento de Madre de Dios, Perú
  - Amarakaeri, Departamento de Madre de Dios, Perú
    - Kareneri, Departamento de Madre de Dios, Perú

  - Huachipaeri, Departamento de Madre de Dios, Perú
    - Arasairi, Departamento de Madre de Dios, Perú
    - Manuquiari, Departamento de Madre de Dios, Perú
    - Puikiri (Puncuri), Departamento de Madre de Dios, Perú
    - Sapiteri, Departamento de Madre de Dios, Perú
    - Toyeri, Departamento de Madre de Dios, Perú.[68]
- Himarima, Amazonas, Brasil
- Jamamadi, Acre y Amazonas, Brasil
- Huní Kuin (Cashinahua), Perú y Acre, Brasil
- Madijas (Culina) Perú
- Kwaza (Coaiá, Koaiá), Rondônia, Brasil
- Latunde, Rondônia, Brasil
- Machineris, Bolivia,[66] y Perú
- Mashco piro, Perú
- Matis, Brasil
- Mayoruna (Matsés, Maxuruna), Brasil, Perú
- Parintintin (Kagwahiva'nga), Brasil
- Shipibo, Región de Loreto, Perú
- Sirionós (Chori, Miá), Beni y Santa Cruz, Bolivia
- Tikunas (Tucuna), Brasil, Colombia, Perú
- Toromonas (Toromono), Departamento de La Paz, Bolivia.[66]
- Amueshas (Yanesha'), Región Cuzco, Perú
- Yaminahuas (Jaminawá, Marinawá, Xixinawá), Acre, Brasil; Madre de Dios, Perú; y Bolivia
- Yine (Contaquiro, Simiranch, Simirinche), Región Cuzco, Perú
- Yuquis (Bia, Yuki), Cochabamba, Bolivia.[66]
- Yuracarés (Yura), Beni y Cochabamba, Bolivia.[66]

## Gran Chaco

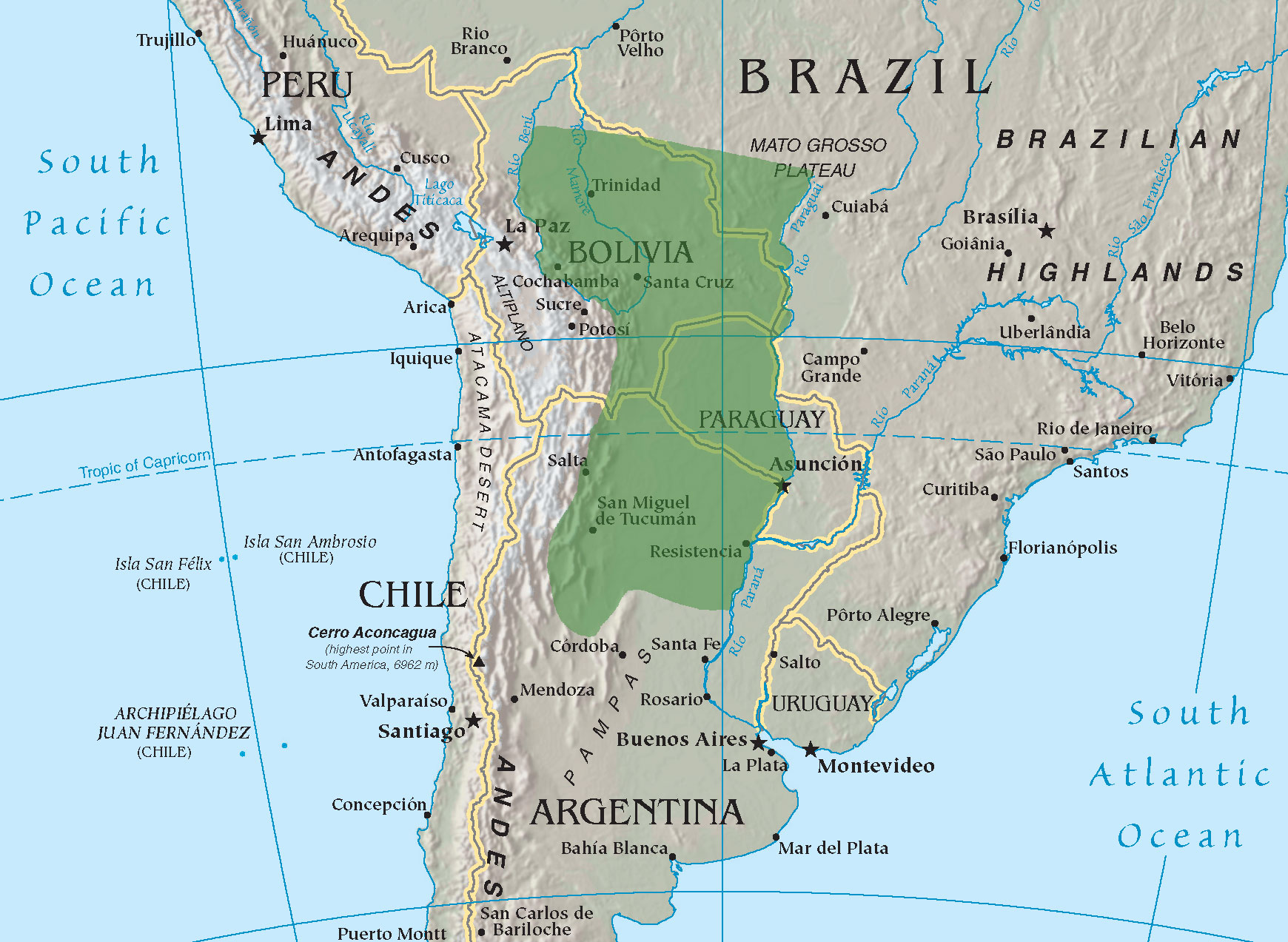
Región aproximada del Gran Chaco.

- Abipones, Argentina, grupo histórico
- Angaité (Angate), el noroeste de Paraguay
- Ayoreos,[69] (Ayoré, Moro, Morotoco, Pyeta, Yovia,[66] Zamuco), Bolivia y Paraguay
- Chamacocos (Zamuko),[69] Paraguay
- Chanés, Argentina y Bolivia
- Chiquitano (Chiquito, Tarapecosi), eastern Bolivia
- Idioma chorote iyo'wujwa (Choroti),[69] Iyo'wujwa,[66] Iyojwa'ja Chorote, Manjuy), Argentina, Bolivia, y Paraguay
- Chanés,[69] (Kaskihá), Paraguay
- Guaraníes,[69] Argentina, Bolivia, Brasil y Paraguay
  - Carios, Paraguay
  - Guaraní boliviano[66]
    - Chiriguano, Bolivia
    - Guarayos (Guaraní de Bolivia Oriental)

  - Chiripá (Tsiripá, Ava), Bolivia
  - Paí tavyterás (Pai, Montese, Ava), Bolivia
  - Tapietes (Guaraní Ñandéva, Yanaigua),[69] eastern Bolivia.[66]
  - Yuquis (Bia), Bolivia
- Guaicurúes, Argentina, Bolivia, Brasil y Paraguay
  - Mbayaes (Caduveo), histórico
    - Caduveus, Brasil

  - Mocovíes (Mocobí), Argentina
  - Pilaga (Pilage Toba)
  - Toba,[69] (Qom, Frentones), Argentina, Bolivia,[66] y Paraguay
- Guaraní KaiowáKaiwá,[69] Argentina y Brasil
- Pueblo enxet,[69] Paraguay
- Lulé (Pelé, Tonocoté), Argentina
- Maká,[69] (Towolhi), Paraguay
- Chulupíes (Ashlushlay),[69] Chulupe, Guentusé), Argentina y Paraguay
- Sanapanás,[69] (Quiativis), Paraguay
- Pueblo vilela, Argentina
- Wichís (Mataco),[69] Argentina y Departamento de Tarija, Bolivia.[66]

## Cono Sur
- Achés, sureste de Paraguay

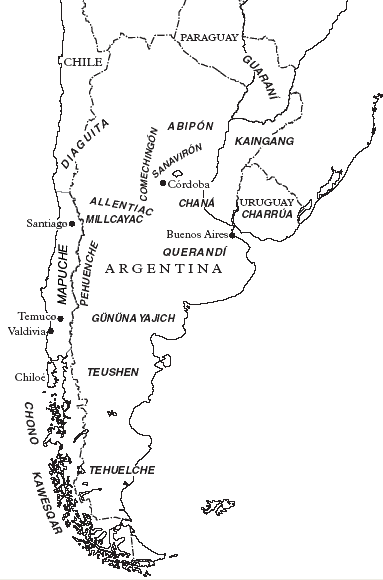
Lenguas patagónicas en el momento del contacto europeo / africano.

- Chanás (extinto), anteriormente Uruguay
- Charrúas, sur de Brasil y Uruguay
- Comechingones (Henia-Camiare), Argentina
- Haush (Manek'enk, Mánekenk, Aush), Tierra del Fuego
- Hets (Querandí) (extinto), mayormente en la Pampa argentina
  - Chechehet
  - Didiuhet
  - Taluhets
- Huarpes (Warpes), Argentina, Chile
  - Idioma allentiac (Alyentiyak)
  - Idioma millcayac (Milykayak)
  - Oico
  - Chiquillanes
  - Pehuenches (luego araucanizado)
- Pueblo mapuche (araucano), suroeste de Argentina y Chile
  - Huilliches (Huillice, Hulliche, Güilliche ), Chile
    - Pueblo cunco

  - Lafquenche
  - Pueblo mapuche, suroeste de Argentina y Chile
  - Pehuenches, centro sur de Chile y Argentina
  - Picunches, antes Chile
  - Promaucaes, antes Chile
- Mbeguaes (extinto), antes Paraná River, Argentina
- Minuanes (extinto), antes Uruguay
- Puelches (Guennaken, Pamba) (extinto), Andes argentinos y chilenos.[70]
- Tehuelches, Patagonia
- Teushen (Tehues), extinto, antes Tierra del Fuego
- Selknam (Ona), Tierra del Fuego
- Yaros (Jaro)

### Fiordos y canales de la Patagonia
- Kawésqar (Alacaluf, Halakwulup), Chile
- Chonos (Guaiteco), antiguo archipiélago de Chiloé, Chile
- Yaganes (Yámana), Tierra del Fuego
- Caucahues (poco conocido, posiblemente una parcialidad de kawéshkar o de los chonos)

## Lenguajes
Las lenguas indígenas de América (o lenguas amerindias) son habladas por los pueblos indígenas desde el extremo sur de América del Sur hasta Alaska y Groenlandia, abarcando las masas de tierra que constituyen las Américas. Estas lenguas indígenas constan de docenas de familias lingüísticas distintas, así como de muchas  lenguas aisladas y no clasificadas. Se han hecho muchas propuestas para agruparlas en familias de nivel superior. Según la UNESCO, la mayoría de las lenguas indígenas americanas de América del Norte están en peligro crítico y muchas de ellas ya se han extinguido.

## Clasificación genética
El haplogrupo más comúnmente asociado con los amerindios es el haplogrupo Q1a3a (ADN-Y). El ADN-Y, al igual que el ADN-mt, difiere de otros cromosomas nucleares en que la mayoría del cromosoma Y es único y no se recombina durante la meiosis. Esto tiene el efecto de que el patrón histórico de mutaciones puede ser fácilmente estudiado. El patrón indica que los indígenas amerindios experimentaron dos episodios genéticos muy distintivos; primero con el poblamiento inicial de las Américas, y segundo con la colonización europea de las Américas. El primero es el factor determinante del número de linajes genéticos y haplotipos fundadores presentes en las poblaciones indígenas amerindias actuales.
La colonización humana de las Américas se produjo por etapas a partir de la línea costera del mar de Bering, con una escala inicial de 20.000 años en Beringia para la población fundadora. La diversidad de microsatélites y las distribuciones del linaje Y específicas de América del Sur indican que ciertas poblaciones amerindias han estado aisladas desde la colonización inicial de la región. Las poblaciones Na-Dené, Inuit e Indígenas de Alaska presentan mutaciones del haplogrupo Q (ADN-Y), sin embargo se diferencian de otros indígenas amerindios con diversas mutaciones de ADN-mt. Esto sugiere que los primeros migrantes hacia los extremos norteños de América del Norte y Groenlandia derivaron de poblaciones posteriores.